# Beverly D'Angelo
Beverly Heather D'Angelo, född 15 november 1951 i Columbus i Ohio, är en amerikansk skådespelare. 

## Biografi
Beverly D'Angelo arbetade som tecknare vid Hanna-Barbera-studion i Hollywood och hade småroller i diverse filmer, bl.a. Annie Hall innan genombrottet i Hair (1979).
Hon hade ett förhållande med regissören Miloš Forman innan hon gifte sig med Lorenzo Salviati. Sedan hon separerat från sin man hade hon flera andra förhållanden. Från 1997 till 2003 var hon tillsammans med skådespelaren Al Pacino. Hon fick tillsammans med honom tvillingarna Olivia och Anton, födda 2001.

## Filmografi i urval
- 1976 – Makten och härligheten (miniserie, 3 avsnitt)
- 1977 – Annie Hall
- 1977 – Ondskans redskap
- 1978 – Den vilda fighten
- 1979 – Hair
- 1980 – Loretta
- 1983 – Ett päron till farsa!
- 1985 – Ett päron till farsa på semester i Europa
- 1987 – Aria
- 1987 – Rika tjejer jobbar inte
- 1988 – Snacka om spöken
- 1989 – Ett päron till farsa firar jul
- 1990 – Pacific Heights - den objudne gästen
- 1991 – Påven sitter löst
- 1992 – Par i trubbel
- 1992 – Röster från andra sidan graven (TV-serie) (1 avsnitt)
- 1994 – Lightning Jack
- 1996 – Öga för öga
- 1997 – Ett päron till farsa i Las Vegas
- 1997 – Nowhere
- 1998 – American History X
- 1998 – Illuminata
- 1999 – Frasier (TV-serie) (1 avsnitt)
- 2000 – High Fidelity
- 2001 – Summer Catch
- 2003–2008 – Law & Order: Special Victims Unit (TV-serie) (5 avsnitt)
- 2005–2011 – Entourage (TV-serie) (25 avsnitt)
- 2006 – Gamers
- 2006 – Släkten är bäst
- 2007 – Family Guy (TV-serie) (röstroll, 1 avsnitt)
- 2007 – Terra
- 2008 – Harold & Kumar Escape from Guantanamo Bay
- 2008 – The House Bunny
- 2010 – Cougar Town (TV-serie) (1 avsnitt)
- 2013 – Bounty Killer
- 2014 – Playing It Cool
- 2015 – Accidental Love
- 2015 – Ett päron till farsa: Nästa generation
- 2015 – Mom (TV-serie) (3 avsnitt)
- 2016 – Wakefield
- 2018–2019 – Insatiable (TV-serie) (5 avsnitt)
- 2022 – Violent Night